# Tristan Lamasine
Tristan Lamasine (5 maart 1993) is een Franse tennisspeler. Hij heeft nog geen ATP-toernooi gewonnen. Wel deed hij mee aan een grandslamtoernooi. Hij heeft zes challengers in het dubbelspel op zijn naam staan en één in het enkelspel.

## Palmares

### Enkelspel
| Nr.                              | Datum        | Toernooi | Ondergrond | Tegenstander | Score    |
| -------------------------------- | ------------ | -------- | ---------- | ------------ | -------- |
| Gewonnen challengers herendubbel |              |          |            |              |          |
| 1.                               | 26 juli 2015 | Tampere  | Gravel     | Andre Ghem   | 6-3, 6-2 |

### Dubbelspel
| Nr.                              | Datum             | Toernooi         | Ondergrond    | Partner        | Tegenstanders in finale                 | Score            |
| -------------------------------- | ----------------- | ---------------- | ------------- | -------------- | --------------------------------------- | ---------------- |
| Gewonnen challengers herendubbel |                   |                  |               |                |                                         |                  |
| 1.                               | 9 juni 2014       | Blois            | Gravel        | Laurent Lokoli | Guillermo Durán Máximo González         | 7-5, 6-0         |
| 2.                               | 26 juli 2015      | Tampere          | Gravel        | Andre Ghem     | Harri Haliovaara Patrik Niklas-Salminen | 7-6(5), 7-6(4)   |
| 3.                               | 20 september 2015 | Szczecin         | Gravel        | Fabrice Martin | Alessandro Giannessi Federico Galo      | 6-3, 7-6(4)      |
| 4.                               | 4 oktober 2015    | Orléans          | Gravel        | Fabrice Martin | Ken Skupski Neal Skupski                | 6-4, 7-6(2)      |
| 5.                               | 18 oktober 2015   | Ho Chi Minh City | Hardcourt     | Nils Langer    | Saketh Myneni Sanam Singh               | 1-6, 6-3, [10-8] |
| 6.                               | 6 maart 2016      | Quimper          | Hardcourt (i) | Albano Olvetti | Nikola Metkic Antonio Sancic            | 6-2, 4-6, [10-7] |

## Resultaten grote toernooien
| Legenda | Legenda                          |
| ------- | -------------------------------- |
| g.t.    | geen toernooi gehouden           |
| l.c.    | lagere categorie                 |
| –       | niet deelgenomen                 |
| G       | uitgeschakeld in de groepsfase   |
| 1R      | uitgeschakeld in de eerste ronde |
| 2R      | uitgeschakeld in de tweede ronde |
| 3R      | uitgeschakeld in de derde ronde  |
| 4R      | uitgeschakeld in de vierde ronde |
| KF      | uitgeschakeld in de kwartfinale  |
| HF      | uitgeschakeld in de halve finale |
| F       | de finale verloren               |
| W       | het toernooi gewonnen            |
| w-v     | winst/verlies-balans             |

### Mannendubbelspel
| Grandslamtoernooien  |      |      |    |      |      |
| Australian Open      | –    | –    | –  | –    | –    |
| Roland Garros        | 1R   | 1R   | 2R | 1R   | 2R   |
| Wimbledon            | –    | –    | 1R | –    | –    |
| US Open              | –    | –    | –  | –    | –    |
| ATP Finals           |      |      |    |      |      |
| ATP Finals           | –    | –    | –  | –    |      |
| Olympische Spelen    |      |      |    |      |      |
| Olympische Spelen    | g.t. | g.t. | –  | g.t. | g.t. |
| Statistieken         |      |      |    |      |      |
| Totaal aantal titels | 0    | 0    | 0  | 0    | 0    |
| Eindejaarsranking    | 300  | 196  |    |      |      |